# Llista de topònims de Corbera d'Ebre
Llista de topònims (noms propis de lloc) del municipi de Corbera d'Ebre, a la Terra Alta
Informació actualitzada per un bot. Els canvis manuals es perdran quan s'actualitzi!

## cabana
| imatge | Nom                            | Ubicat a       | instància de | Detalls | coordenades                                                          | Protecció | Commons (més fotos) | Dades a WD                    |
| ------ | ------------------------------ | -------------- | ------------ | ------- | -------------------------------------------------------------------- | --------- | ------------------- | ----------------------------- |
|        | caseta d'Esteve                | Corbera d'Ebre | cabana       |         | 41° 04′ 35″ N, 0° 29′ 53″ E / 41.0764208349861°N,0.49801250069143°E  |           |                     | Modifica les dades a Wikidata |
|        | caseta d'Isabela               | Corbera d'Ebre | cabana       |         | 41° 04′ 48″ N, 0° 29′ 48″ E / 41.0799942739645°N,0.496662778200017°E |           |                     | Modifica les dades a Wikidata |
|        | caseta de Borràs               | Corbera d'Ebre | cabana       |         | 41° 05′ 16″ N, 0° 28′ 46″ E / 41.087750519634°N,0.479380353480368°E  |           |                     | Modifica les dades a Wikidata |
|        | caseta de Bremera              | Corbera d'Ebre | cabana       |         | 41° 05′ 36″ N, 0° 30′ 51″ E / 41.093396710553°N,0.514131306159187°E  |           |                     | Modifica les dades a Wikidata |
|        | caseta de Caparrillo           | Corbera d'Ebre | cabana       |         | 41° 05′ 40″ N, 0° 31′ 17″ E / 41.0944746840193°N,0.521519907865139°E |           |                     | Modifica les dades a Wikidata |
|        | caseta de Corrals              | Corbera d'Ebre | cabana       |         | 41° 05′ 01″ N, 0° 29′ 19″ E / 41.0835591741171°N,0.488718483379321°E |           |                     | Modifica les dades a Wikidata |
|        | caseta de Francisco Descarrega | Corbera d'Ebre | cabana       |         | 41° 05′ 22″ N, 0° 28′ 46″ E / 41.0894693984065°N,0.479314621377457°E |           |                     | Modifica les dades a Wikidata |
|        | caseta de Frener               | Corbera d'Ebre | cabana       |         | 41° 04′ 59″ N, 0° 29′ 11″ E / 41.0829832298313°N,0.486264441136584°E |           |                     | Modifica les dades a Wikidata |
|        | caseta de Güeni                | Corbera d'Ebre | cabana       |         | 41° 04′ 49″ N, 0° 30′ 51″ E / 41.0803172123257°N,0.514065036846494°E |           |                     | Modifica les dades a Wikidata |
|        | caseta de Jaume de Pota        | Corbera d'Ebre | cabana       |         | 41° 04′ 38″ N, 0° 29′ 44″ E / 41.0772047933345°N,0.495542697851481°E |           |                     | Modifica les dades a Wikidata |
|        | caseta de Josep Bosses         | Corbera d'Ebre | cabana       |         | 41° 05′ 31″ N, 0° 31′ 14″ E / 41.0918949680095°N,0.520509717730625°E |           |                     | Modifica les dades a Wikidata |
|        | caseta de Julian               | Corbera d'Ebre | cabana       |         | 41° 04′ 25″ N, 0° 29′ 26″ E / 41.0736747035238°N,0.49060647313445°E  |           |                     | Modifica les dades a Wikidata |
|        | caseta de Leandro              | Corbera d'Ebre | cabana       |         | 41° 04′ 20″ N, 0° 29′ 17″ E / 41.072355406475°N,0.487931150688824°E  |           |                     | Modifica les dades a Wikidata |
|        | caseta de Masonet              | Corbera d'Ebre | cabana       |         | 41° 05′ 08″ N, 0° 31′ 15″ E / 41.0854638040883°N,0.520918280564419°E |           |                     | Modifica les dades a Wikidata |
|        | caseta de Pere Vives           | Corbera d'Ebre | cabana       |         | 41° 05′ 54″ N, 0° 28′ 52″ E / 41.0983242888004°N,0.481011923576491°E |           |                     | Modifica les dades a Wikidata |
|        | caseta de Pere de Massot       | Corbera d'Ebre | cabana       |         | 41° 03′ 49″ N, 0° 28′ 48″ E / 41.0637053469571°N,0.479942265164378°E |           |                     | Modifica les dades a Wikidata |
|        | caseta de Peret del Carnisser  | Corbera d'Ebre | cabana       |         | 41° 04′ 38″ N, 0° 29′ 28″ E / 41.0773496646194°N,0.491026056126117°E |           |                     | Modifica les dades a Wikidata |
|        | caseta de Tonet                | Corbera d'Ebre | cabana       |         | 41° 04′ 23″ N, 0° 29′ 02″ E / 41.0730164283644°N,0.483966427091349°E |           |                     | Modifica les dades a Wikidata |
|        | caseta de Velilla              | Corbera d'Ebre | cabana       |         | 41° 06′ 07″ N, 0° 30′ 31″ E / 41.1019349988316°N,0.508700984536388°E |           |                     | Modifica les dades a Wikidata |
|        | caseta de Vidal                | Corbera d'Ebre | cabana       |         | 41° 04′ 59″ N, 0° 29′ 25″ E / 41.0830917654892°N,0.490414720216664°E |           |                     | Modifica les dades a Wikidata |
|        | caseta de l'Averdona           | Corbera d'Ebre | cabana       |         | 41° 05′ 33″ N, 0° 30′ 03″ E / 41.092502767026°N,0.500711808306118°E  |           |                     | Modifica les dades a Wikidata |
|        | caseta de la Isabela           | Corbera d'Ebre | cabana       |         | 41° 04′ 58″ N, 0° 30′ 17″ E / 41.0828064104711°N,0.504638641609882°E |           |                     | Modifica les dades a Wikidata |
|        | caseta del Blai                | Corbera d'Ebre | cabana       |         | 41° 03′ 53″ N, 0° 29′ 10″ E / 41.0646347648349°N,0.486202090383861°E |           |                     | Modifica les dades a Wikidata |
|        | caseta del Floro               | Corbera d'Ebre | cabana       |         | 41° 04′ 00″ N, 0° 28′ 50″ E / 41.0666254241887°N,0.480437654298312°E |           |                     | Modifica les dades a Wikidata |
|        | caseta del Jaume               | Corbera d'Ebre | cabana       |         | 41° 04′ 24″ N, 0° 29′ 12″ E / 41.0733980574502°N,0.48659411585581°E  |           |                     | Modifica les dades a Wikidata |
|        | caseta del Marinet             | Corbera d'Ebre | cabana       |         | 41° 04′ 44″ N, 0° 30′ 06″ E / 41.0789202025981°N,0.501536187809308°E |           |                     | Modifica les dades a Wikidata |
|        | corral de Mas del Tio          | Corbera d'Ebre | cabana       |         | 41° 06′ 12″ N, 0° 29′ 11″ E / 41.1033842833562°N,0.486283974891197°E |           |                     | Modifica les dades a Wikidata |
|        | corral de Velilla              | Corbera d'Ebre | cabana       |         | 41° 06′ 05″ N, 0° 30′ 37″ E / 41.1015069020981°N,0.510146027987614°E |           |                     | Modifica les dades a Wikidata |

## casa
| imatge | Nom         | Ubicat a       | instància de | Detalls                                  | coordenades                                                                       | Protecció                                  | Commons (més fotos)       | Dades a WD                    |
| ------ | ----------- | -------------- | ------------ | ---------------------------------------- | --------------------------------------------------------------------------------- | ------------------------------------------ | ------------------------- | ----------------------------- |
|        | Ca Poldo    | Corbera d'Ebre | casa         | Estil: arquitectura popular              | 41° 04′ 40″ N, 0° 28′ 33″ E / 41.077889°N,0.475827°E                              | bé integrant del patrimoni cultural català | Ca Poldo (Corbera d'Ebre) | Modifica les dades a Wikidata |
|        | Cal Gebut   | Corbera d'Ebre | casa         | Estil: arquitectura popular              | 41° 04′ 40″ N, 0° 28′ 32″ E / 41.077893°N,0.475491°E                              | bé integrant del patrimoni cultural català | Cal Gebut                 | Modifica les dades a Wikidata |
|        | ca Pinyolet | Corbera d'Ebre | casa         | Estil: arquitectura popular 18th century | 41° 04′ 42″ N, 0° 28′ 36″ E / 41.078429°N,0.476712°E ca:Carrer Major, 20 320 msnm | bé integrant del patrimoni cultural català | Ca Pinyolet               | Modifica les dades a Wikidata |

## edifici
| imatge | Nom                                             | Ubicat a       | instància de | Detalls                     | coordenades                                          | Protecció                                  | Commons (més fotos)                             | Dades a WD                    |
| ------ | ----------------------------------------------- | -------------- | ------------ | --------------------------- | ---------------------------------------------------- | ------------------------------------------ | ----------------------------------------------- | ----------------------------- |
|        | Antic Ajuntament                                | Corbera d'Ebre | edifici      |                             | 41° 04′ 40″ N, 0° 28′ 32″ E / 41.077815°N,0.475454°E | bé integrant del patrimoni cultural català | Antic Ajuntament de Corbera d'Ebre              | Modifica les dades a Wikidata |
|        | Empedrat i desaigües del poble antic de Corbera | Corbera d'Ebre | edifici      | Estil: arquitectura popular | 41° 04′ 43″ N, 0° 28′ 33″ E / 41.078702°N,0.475807°E | bé integrant del patrimoni cultural català | Empedrat i desaigües del poble antic de Corbera | Modifica les dades a Wikidata |

## església
| imatge | Nom                                  | Ubicat a       | instància de    | Detalls                                                          | coordenades                                                                           | Protecció                                  | Commons (més fotos)                         | Dades a WD                    |
| ------ | ------------------------------------ | -------------- | --------------- | ---------------------------------------------------------------- | ------------------------------------------------------------------------------------- | ------------------------------------------ | ------------------------------------------- | ----------------------------- |
|        | Ermita de Santa Madrona              | Corbera d'Ebre | església ermita | Estil: arquitectura popular Anomenat per: Madrona de Tessalònica | 41° 03′ 46″ N, 0° 29′ 24″ E / 41.06289°N,0.490034°E                                   | bé cultural d'interès local                |                                             | Modifica les dades a Wikidata |
|        | Ermita del Calvari de Corbera d'Ebre | Corbera d'Ebre | església        | Estil: arquitectura popular                                      | 41° 04′ 50″ N, 0° 28′ 42″ E / 41.080644°N,0.478282°E                                  | bé cultural d'interès local                | Ermita del Calvari de Corbera d'Ebre        | Modifica les dades a Wikidata |
|        | Església Vella de Sant Pere          | Corbera d'Ebre | església        | Estil: arquitectura neoclàssica                                  | 41° 04′ 43″ N, 0° 28′ 34″ E / 41.078716°N,0.476245°E                                  | bé cultural d'interès local                | Sant Pere de Corbera d'Ebre                 | Modifica les dades a Wikidata |
|        | església Nova de Sant Pere           | Corbera d'Ebre | església        | Estil: academicisme                                              | 41° 04′ 40″ N, 0° 28′ 38″ E / 41.077889°N,0.477299°E ca:Carrer de l'Església 296 msnm | bé integrant del patrimoni cultural català | Església Nova de Sant Pere (Corbera d'Ebre) | Modifica les dades a Wikidata |

## font
| imatge | Nom                  | Ubicat a       | instància de | Detalls | coordenades                                                          | Protecció | Commons (més fotos) | Dades a WD                    |
| ------ | -------------------- | -------------- | ------------ | ------- | -------------------------------------------------------------------- | --------- | ------------------- | ----------------------------- |
|        | font de Barrina      | Corbera d'Ebre | font         |         | 41° 06′ 24″ N, 0° 27′ 29″ E / 41.1067971660734°N,0.457943586452373°E |           |                     | Modifica les dades a Wikidata |
|        | font del Mas del Tio | Corbera d'Ebre | font         |         | 41° 07′ 15″ N, 0° 27′ 21″ E / 41.120911016492°N,0.45577670873449°E   |           |                     | Modifica les dades a Wikidata |

## granja
| imatge | Nom                        | Ubicat a       | instància de | Detalls | coordenades                                                          | Protecció | Commons (més fotos) | Dades a WD                    |
| ------ | -------------------------- | -------------- | ------------ | ------- | -------------------------------------------------------------------- | --------- | ------------------- | ----------------------------- |
|        | Granja de Salvador del Jai | Corbera d'Ebre | granja       |         | 41° 04′ 33″ N, 0° 29′ 30″ E / 41.0757090475643°N,0.491790721092172°E |           |                     | Modifica les dades a Wikidata |
|        | Granja del Mut             | Corbera d'Ebre | granja       |         | 41° 05′ 16″ N, 0° 26′ 25″ E / 41.087679724124°N,0.440240838994928°E  |           |                     | Modifica les dades a Wikidata |

## masia
| imatge | Nom                                | Ubicat a       | instància de | Detalls                     | coordenades                                                          | Protecció                                  | Commons (més fotos) | Dades a WD                    |
| ------ | ---------------------------------- | -------------- | ------------ | --------------------------- | -------------------------------------------------------------------- | ------------------------------------------ | ------------------- | ----------------------------- |
|        | Caseta d'Aguja                     | Corbera d'Ebre | masia        |                             | 41° 05′ 40″ N, 0° 31′ 12″ E / 41.094389045682°N,0.51990116425113°E   |                                            |                     | Modifica les dades a Wikidata |
|        | Caseta de Parrot                   | Corbera d'Ebre | masia        |                             | 41° 05′ 42″ N, 0° 30′ 03″ E / 41.094877463747°N,0.50083347471129°E   |                                            |                     | Modifica les dades a Wikidata |
|        | Caseta de Ramon de Magí            | Corbera d'Ebre | masia        |                             | 41° 05′ 12″ N, 0° 29′ 16″ E / 41.086774923428°N,0.487905521172321°E  |                                            |                     | Modifica les dades a Wikidata |
|        | Caseta de l'Asme                   | Corbera d'Ebre | masia        |                             | 41° 07′ 47″ N, 0° 29′ 07″ E / 41.129663962137°N,0.48521855264485°E   |                                            |                     | Modifica les dades a Wikidata |
|        | Casilla de Polilla                 | Corbera d'Ebre | masia        |                             | 41° 08′ 17″ N, 0° 27′ 50″ E / 41.1379639911084°N,0.463804682932431°E |                                            |                     | Modifica les dades a Wikidata |
|        | Mas                                | Corbera d'Ebre | masia        | Estil: arquitectura popular |                                                                      | bé integrant del patrimoni cultural català |                     | Modifica les dades a Wikidata |
|        | Mas d'Aires                        | Corbera d'Ebre | masia        |                             | 41° 05′ 58″ N, 0° 28′ 33″ E / 41.0994996916573°N,0.475870906849114°E |                                            |                     | Modifica les dades a Wikidata |
|        | Mas d'Eulari                       | Corbera d'Ebre | masia        |                             | 41° 06′ 39″ N, 0° 27′ 34″ E / 41.1107035833325°N,0.45946004097258°E  |                                            |                     | Modifica les dades a Wikidata |
|        | Mas d'Inça                         | Corbera d'Ebre | masia        |                             | 41° 04′ 45″ N, 0° 27′ 13″ E / 41.0792287202379°N,0.453531349030332°E |                                            |                     | Modifica les dades a Wikidata |
|        | Mas d'Olives                       | Corbera d'Ebre | masia        |                             | 41° 05′ 12″ N, 0° 29′ 10″ E / 41.0867789070713°N,0.486024467852849°E |                                            |                     | Modifica les dades a Wikidata |
|        | Mas d'Àngela Cines                 | Corbera d'Ebre | masia        |                             | 41° 06′ 24″ N, 0° 30′ 01″ E / 41.106576689433°N,0.5003896607572°E    |                                            |                     | Modifica les dades a Wikidata |
|        | Mas de Batista Vernet              | Corbera d'Ebre | masia        |                             | 41° 06′ 23″ N, 0° 29′ 56″ E / 41.1063695636088°N,0.498875887966938°E |                                            |                     | Modifica les dades a Wikidata |
|        | Mas de Bonés                       | Corbera d'Ebre | masia        |                             | 41° 06′ 54″ N, 0° 30′ 01″ E / 41.1150637469492°N,0.50023687043099°E  |                                            |                     | Modifica les dades a Wikidata |
|        | Mas de Ca Targa                    | Corbera d'Ebre | masia        |                             | 41° 05′ 35″ N, 0° 27′ 20″ E / 41.092987566602°N,0.45566448823237°E   |                                            |                     | Modifica les dades a Wikidata |
|        | Mas de Cadenes                     | Corbera d'Ebre | masia        |                             | 41° 06′ 30″ N, 0° 26′ 15″ E / 41.1083720348818°N,0.437567250901872°E |                                            |                     | Modifica les dades a Wikidata |
|        | Mas de Cal Bres                    | Corbera d'Ebre | masia        |                             | 41° 05′ 07″ N, 0° 29′ 11″ E / 41.0852305763101°N,0.486476352053413°E |                                            |                     | Modifica les dades a Wikidata |
|        | Mas de Caseretes                   | Corbera d'Ebre | masia        |                             | 41° 04′ 50″ N, 0° 30′ 33″ E / 41.0804201190632°N,0.50924031203811°E  |                                            |                     | Modifica les dades a Wikidata |
|        | Mas de Climent de Candieta         | Corbera d'Ebre | masia        |                             | 41° 06′ 02″ N, 0° 25′ 23″ E / 41.1004566388382°N,0.423110637201451°E |                                            |                     | Modifica les dades a Wikidata |
|        | Mas de Clua                        | Corbera d'Ebre | masia        |                             | 41° 04′ 40″ N, 0° 27′ 55″ E / 41.07785725395°N,0.465260952879007°E   |                                            |                     | Modifica les dades a Wikidata |
|        | Mas de Contra                      | Corbera d'Ebre | masia        |                             | 41° 06′ 51″ N, 0° 27′ 59″ E / 41.1142234611659°N,0.466326968674469°E |                                            |                     | Modifica les dades a Wikidata |
|        | Mas de Cortiella                   | Corbera d'Ebre | masia        |                             | 41° 05′ 12″ N, 0° 30′ 48″ E / 41.0866328954039°N,0.51331498846845°E  |                                            |                     | Modifica les dades a Wikidata |
|        | Mas de Crauero                     | Corbera d'Ebre | masia        |                             | 41° 06′ 06″ N, 0° 29′ 45″ E / 41.1017524254799°N,0.495717167648504°E |                                            |                     | Modifica les dades a Wikidata |
|        | Mas de Fendi                       | Corbera d'Ebre | masia        |                             | 41° 07′ 32″ N, 0° 28′ 52″ E / 41.1256646213531°N,0.481216709055719°E |                                            |                     | Modifica les dades a Wikidata |
|        | Mas de Ferrer de Nassos            | Corbera d'Ebre | masia        |                             | 41° 05′ 49″ N, 0° 28′ 07″ E / 41.09687563138°N,0.46861109442498°E    |                                            |                     | Modifica les dades a Wikidata |
|        | Mas de Francisco del Molí          | Corbera d'Ebre | masia        |                             | 41° 04′ 57″ N, 0° 29′ 57″ E / 41.0825871785798°N,0.499099814920479°E |                                            |                     | Modifica les dades a Wikidata |
|        | Mas de Fuego                       | Corbera d'Ebre | masia        |                             | 41° 04′ 56″ N, 0° 31′ 10″ E / 41.0821533519565°N,0.519435769660138°E |                                            |                     | Modifica les dades a Wikidata |
|        | Mas de Guani                       | Corbera d'Ebre | masia        |                             | 41° 05′ 02″ N, 0° 30′ 52″ E / 41.0839355575601°N,0.514369048998486°E |                                            |                     | Modifica les dades a Wikidata |
|        | Mas de Jacinto                     | Corbera d'Ebre | masia        |                             | 41° 05′ 18″ N, 0° 29′ 43″ E / 41.0884569954006°N,0.495246170708886°E |                                            |                     | Modifica les dades a Wikidata |
|        | Mas de Jaume Clua                  | Corbera d'Ebre | masia        |                             | 41° 05′ 26″ N, 0° 29′ 43″ E / 41.0904479490203°N,0.495265752472803°E |                                            |                     | Modifica les dades a Wikidata |
|        | Mas de Joan de Casa Pena           | Corbera d'Ebre | masia        |                             | 41° 06′ 31″ N, 0° 28′ 38″ E / 41.1085823390819°N,0.477273412190091°E |                                            |                     | Modifica les dades a Wikidata |
|        | Mas de Joan de Voltà               | Corbera d'Ebre | masia        |                             | 41° 06′ 47″ N, 0° 30′ 08″ E / 41.1130179621974°N,0.502255723930206°E |                                            |                     | Modifica les dades a Wikidata |
|        | Mas de Joaquim del Cec             | Corbera d'Ebre | masia        |                             | 41° 06′ 58″ N, 0° 29′ 53″ E / 41.1161259660908°N,0.498136158415845°E |                                            |                     | Modifica les dades a Wikidata |
|        | Mas de Josep de Cadenes            | Corbera d'Ebre | masia        |                             | 41° 04′ 44″ N, 0° 29′ 08″ E / 41.0789497532185°N,0.485513586575456°E |                                            |                     | Modifica les dades a Wikidata |
|        | Mas de Júlia                       | Corbera d'Ebre | masia        |                             | 41° 05′ 12″ N, 0° 29′ 48″ E / 41.0866588114945°N,0.496635889453686°E |                                            |                     | Modifica les dades a Wikidata |
|        | Mas de Laureano                    | Corbera d'Ebre | masia        |                             | 41° 06′ 30″ N, 0° 29′ 48″ E / 41.1082427523652°N,0.496792253456158°E |                                            |                     | Modifica les dades a Wikidata |
|        | Mas de Leandro                     | Corbera d'Ebre | masia        |                             | 41° 03′ 57″ N, 0° 29′ 26″ E / 41.0657725788405°N,0.49046676611144°E  |                                            |                     | Modifica les dades a Wikidata |
|        | Mas de Mallada                     | Corbera d'Ebre | masia        |                             | 41° 08′ 13″ N, 0° 29′ 08″ E / 41.1370078113654°N,0.485500319187465°E |                                            |                     | Modifica les dades a Wikidata |
|        | Mas de Manel del Sau               | Corbera d'Ebre | masia        |                             | 41° 07′ 41″ N, 0° 29′ 22″ E / 41.1280321320799°N,0.489404891169452°E |                                            |                     | Modifica les dades a Wikidata |
|        | Mas de Manolo                      | Corbera d'Ebre | masia        |                             | 41° 06′ 21″ N, 0° 30′ 35″ E / 41.1058739947403°N,0.509671368502659°E |                                            |                     | Modifica les dades a Wikidata |
|        | Mas de Margalef                    | Corbera d'Ebre | masia        |                             | 41° 04′ 44″ N, 0° 29′ 31″ E / 41.0789175211342°N,0.491882931680382°E |                                            |                     | Modifica les dades a Wikidata |
|        | Mas de Mateuet                     | Corbera d'Ebre | masia        |                             | 41° 06′ 30″ N, 0° 29′ 17″ E / 41.108448527979°N,0.488043691067921°E  |                                            |                     | Modifica les dades a Wikidata |
|        | Mas de Mingo de la Isabel          | Corbera d'Ebre | masia        |                             | 41° 07′ 33″ N, 0° 29′ 35″ E / 41.1258773099994°N,0.493024797703515°E |                                            |                     | Modifica les dades a Wikidata |
|        | Mas de Monet                       | Corbera d'Ebre | masia        |                             | 41° 06′ 27″ N, 0° 30′ 27″ E / 41.107373256224°N,0.507364040152377°E  |                                            |                     | Modifica les dades a Wikidata |
|        | Mas de Montagut                    | Corbera d'Ebre | masia        |                             | 41° 04′ 58″ N, 0° 29′ 21″ E / 41.0828305568345°N,0.489174771660382°E |                                            |                     | Modifica les dades a Wikidata |
|        | Mas de Mosca                       | Corbera d'Ebre | masia        |                             | 41° 07′ 19″ N, 0° 29′ 18″ E / 41.1219675944347°N,0.488445085594593°E |                                            |                     | Modifica les dades a Wikidata |
|        | Mas de Panereta                    | Corbera d'Ebre | masia        |                             | 41° 08′ 07″ N, 0° 29′ 12″ E / 41.1352853332196°N,0.486638327657796°E |                                            |                     | Modifica les dades a Wikidata |
|        | Mas de Panxon                      | Corbera d'Ebre | masia        |                             | 40° 58′ 32″ N, 0° 25′ 59″ E / 40.9756279825474°N,0.433111591442083°E |                                            |                     | Modifica les dades a Wikidata |
|        | Mas de Parrot                      | Corbera d'Ebre | masia        |                             | 41° 05′ 17″ N, 0° 30′ 34″ E / 41.0880545960768°N,0.50949947068083°E  |                                            |                     | Modifica les dades a Wikidata |
|        | Mas de Pere Álvarez                | Corbera d'Ebre | masia        |                             | 41° 06′ 47″ N, 0° 28′ 53″ E / 41.112960317593°N,0.481416837076663°E  |                                            |                     | Modifica les dades a Wikidata |
|        | Mas de Perera                      | Corbera d'Ebre | masia        |                             | 41° 05′ 53″ N, 0° 25′ 33″ E / 41.0980560691477°N,0.425716773161346°E |                                            |                     | Modifica les dades a Wikidata |
|        | Mas de Perol                       | Corbera d'Ebre | masia        |                             | 41° 07′ 17″ N, 0° 26′ 48″ E / 41.1214929310964°N,0.446799563858662°E |                                            |                     | Modifica les dades a Wikidata |
|        | Mas de Ramon Soler                 | Corbera d'Ebre | masia        |                             | 41° 06′ 09″ N, 0° 28′ 53″ E / 41.1026209961313°N,0.481443011406859°E |                                            |                     | Modifica les dades a Wikidata |
|        | Mas de Roqueta                     | Corbera d'Ebre | masia        |                             | 41° 04′ 54″ N, 0° 29′ 34″ E / 41.0816113415802°N,0.492744642149703°E |                                            |                     | Modifica les dades a Wikidata |
|        | Mas de Saladia dels Cigrons        | Corbera d'Ebre | masia        |                             | 41° 07′ 53″ N, 0° 29′ 06″ E / 41.1314018043596°N,0.484916373115382°E |                                            |                     | Modifica les dades a Wikidata |
|        | Mas de Sarió                       | Corbera d'Ebre | masia        |                             | 41° 06′ 41″ N, 0° 25′ 56″ E / 41.111383698141°N,0.43232735047602°E   |                                            |                     | Modifica les dades a Wikidata |
|        | Mas de Saronet                     | Corbera d'Ebre | masia        |                             | 41° 05′ 31″ N, 0° 30′ 11″ E / 41.0918447076318°N,0.503177364662218°E |                                            |                     | Modifica les dades a Wikidata |
|        | Mas de Sau                         | Corbera d'Ebre | masia        |                             | 41° 07′ 06″ N, 0° 29′ 39″ E / 41.1184274881444°N,0.494213634044489°E |                                            |                     | Modifica les dades a Wikidata |
|        | Mas de Sebastià del Moret          | Corbera d'Ebre | masia        |                             | 41° 07′ 29″ N, 0° 29′ 03″ E / 41.1247767862189°N,0.484276153268531°E |                                            |                     | Modifica les dades a Wikidata |
|        | Mas de Severino de Barba           | Corbera d'Ebre | masia        |                             | 41° 06′ 34″ N, 0° 30′ 12″ E / 41.1094280055371°N,0.503261188994579°E |                                            |                     | Modifica les dades a Wikidata |
|        | Mas de Tangat                      | Corbera d'Ebre | masia        |                             | 41° 05′ 31″ N, 0° 30′ 29″ E / 41.0918683305858°N,0.508010055563347°E |                                            |                     | Modifica les dades a Wikidata |
|        | Mas de Tarragó                     | Corbera d'Ebre | masia        |                             | 41° 04′ 40″ N, 0° 27′ 23″ E / 41.077689064501°N,0.45625490235886°E   |                                            |                     | Modifica les dades a Wikidata |
|        | Mas de Teresa Álvarez              | Corbera d'Ebre | masia        |                             | 41° 06′ 20″ N, 0° 28′ 50″ E / 41.1056561597882°N,0.480612502259027°E |                                            |                     | Modifica les dades a Wikidata |
|        | Mas de Topes                       | Corbera d'Ebre | masia        |                             | 41° 07′ 23″ N, 0° 26′ 43″ E / 41.1230826714191°N,0.445380060474274°E |                                            |                     | Modifica les dades a Wikidata |
|        | Mas de Tàrrega                     | Corbera d'Ebre | masia        |                             | 41° 05′ 32″ N, 0° 27′ 25″ E / 41.0921655323131°N,0.456924615078391°E |                                            |                     | Modifica les dades a Wikidata |
|        | Mas de Vicent el Bailarin          | Corbera d'Ebre | masia        |                             | 41° 05′ 57″ N, 0° 29′ 11″ E / 41.0990828326713°N,0.486459989087686°E |                                            |                     | Modifica les dades a Wikidata |
|        | Mas de Xavets                      | Corbera d'Ebre | masia        |                             | 41° 06′ 27″ N, 0° 26′ 27″ E / 41.1075441061365°N,0.440838472698747°E |                                            |                     | Modifica les dades a Wikidata |
|        | Mas de Xola                        | Corbera d'Ebre | masia        |                             | 41° 05′ 40″ N, 0° 30′ 38″ E / 41.0944525301632°N,0.510472099023703°E |                                            |                     | Modifica les dades a Wikidata |
|        | Mas de l'Agapito de Morell         | Corbera d'Ebre | masia        |                             | 41° 06′ 06″ N, 0° 29′ 36″ E / 41.1016800615651°N,0.493219417657585°E |                                            |                     | Modifica les dades a Wikidata |
|        | Mas de l'Anís                      | Corbera d'Ebre | masia        |                             | 41° 06′ 17″ N, 0° 29′ 30″ E / 41.1048159926486°N,0.49163544352712°E  |                                            |                     | Modifica les dades a Wikidata |
|        | Mas de l'Aruc                      | Corbera d'Ebre | masia        |                             | 41° 08′ 11″ N, 0° 28′ 49″ E / 41.136314737064°N,0.480165770674225°E  |                                            |                     | Modifica les dades a Wikidata |
|        | Mas de l'Averdona                  | Corbera d'Ebre | masia        |                             | 41° 05′ 34″ N, 0° 29′ 59″ E / 41.0928973763964°N,0.499803926550788°E |                                            |                     | Modifica les dades a Wikidata |
|        | Mas de l'Esteve Pere de Cal Jaques | Corbera d'Ebre | masia        |                             | 41° 06′ 07″ N, 0° 29′ 27″ E / 41.102050170943°N,0.490776264840199°E  |                                            |                     | Modifica les dades a Wikidata |
|        | Mas de l'Estevet                   | Corbera d'Ebre | masia        |                             | 41° 06′ 29″ N, 0° 29′ 32″ E / 41.1080741859793°N,0.492356862298118°E |                                            |                     | Modifica les dades a Wikidata |
|        | Mas de la Bellesa                  | Corbera d'Ebre | masia        |                             | 41° 07′ 58″ N, 0° 28′ 24″ E / 41.132813346621°N,0.473283221164804°E  |                                            |                     | Modifica les dades a Wikidata |
|        | Mas de la Malea                    | Corbera d'Ebre | masia        |                             | 41° 06′ 16″ N, 0° 30′ 49″ E / 41.1043378963765°N,0.51361132967346°E  |                                            |                     | Modifica les dades a Wikidata |
|        | Mas de la Pila                     | Corbera d'Ebre | masia        |                             | 41° 06′ 54″ N, 0° 28′ 43″ E / 41.1149823892348°N,0.478743224687162°E |                                            |                     | Modifica les dades a Wikidata |
|        | Mas de la Simona                   | Corbera d'Ebre | masia        |                             | 41° 05′ 18″ N, 0° 29′ 28″ E / 41.08822470509°N,0.491195491723976°E   |                                            |                     | Modifica les dades a Wikidata |
|        | Mas del Coll del Mas de l'Anís     | Corbera d'Ebre | masia        |                             | 41° 06′ 10″ N, 0° 30′ 12″ E / 41.1027287633068°N,0.503348383877132°E |                                            |                     | Modifica les dades a Wikidata |
|        | Mas del Coso                       | Corbera d'Ebre | masia        |                             | 41° 06′ 59″ N, 0° 30′ 09″ E / 41.1162904535219°N,0.502393616824169°E |                                            |                     | Modifica les dades a Wikidata |
|        | Mas del Manolo                     | Corbera d'Ebre | masia        |                             | 41° 07′ 26″ N, 0° 26′ 46″ E / 41.124017210891°N,0.446094196442532°E  |                                            |                     | Modifica les dades a Wikidata |
|        | Mas del Moreno del Valencià        | Corbera d'Ebre | masia        |                             | 41° 04′ 19″ N, 0° 29′ 58″ E / 41.0718690074431°N,0.499518180464488°E |                                            |                     | Modifica les dades a Wikidata |
|        | Mas del Pellaire                   | Corbera d'Ebre | masia        |                             | 41° 06′ 42″ N, 0° 26′ 32″ E / 41.1116799371626°N,0.442130654001525°E |                                            |                     | Modifica les dades a Wikidata |
|        | Mas del Rufi                       | Corbera d'Ebre | masia        |                             | 41° 03′ 54″ N, 0° 29′ 19″ E / 41.0650268136071°N,0.488483949362723°E |                                            |                     | Modifica les dades a Wikidata |
|        | Mas del Sastre                     | Corbera d'Ebre | masia        |                             | 41° 05′ 19″ N, 0° 27′ 55″ E / 41.088697862854°N,0.46535379646415°E   |                                            |                     | Modifica les dades a Wikidata |
|        | Mas del Tio                        | Corbera d'Ebre | masia        |                             | 41° 06′ 09″ N, 0° 29′ 08″ E / 41.1026220078322°N,0.485610528558514°E |                                            |                     | Modifica les dades a Wikidata |
|        | Mas del Velo                       | Corbera d'Ebre | masia        |                             | 41° 04′ 46″ N, 0° 27′ 44″ E / 41.0793483826629°N,0.462215960989132°E |                                            |                     | Modifica les dades a Wikidata |
|        | Mas entre Corbera i les Camposines | Corbera d'Ebre | masia        | Estil: arquitectura popular | 41° 05′ 39″ N, 0° 31′ 03″ E / 41.094105°N,0.517638°E                 | bé integrant del patrimoni cultural català |                     | Modifica les dades a Wikidata |
|        | Maset de Daniel de Delfo           | Corbera d'Ebre | masia        |                             | 41° 04′ 46″ N, 0° 29′ 55″ E / 41.0794144004796°N,0.49857739005948°E  |                                            |                     | Modifica les dades a Wikidata |
|        | Maset de Joan de Matabell          | Corbera d'Ebre | masia        |                             | 41° 07′ 06″ N, 0° 29′ 17″ E / 41.1182134686895°N,0.488111879204285°E |                                            |                     | Modifica les dades a Wikidata |
|        | Maset de Joan de l'Esquetxo        | Corbera d'Ebre | masia        |                             | 41° 04′ 57″ N, 0° 29′ 28″ E / 41.0824069126629°N,0.49122643035176°E  |                                            |                     | Modifica les dades a Wikidata |
|        | Maset de Joaquim de Julian         | Corbera d'Ebre | masia        |                             | 41° 04′ 31″ N, 0° 29′ 39″ E / 41.0753124060205°N,0.494257696235932°E |                                            |                     | Modifica les dades a Wikidata |
|        | Maset de Nadal                     | Corbera d'Ebre | masia        |                             | 41° 04′ 20″ N, 0° 29′ 39″ E / 41.0722°N,0.494192°E 328 msnm          |                                            |                     | Modifica les dades a Wikidata |
|        | Maset de Pere de Verguer           | Corbera d'Ebre | masia        |                             | 41° 04′ 51″ N, 0° 29′ 16″ E / 41.0807349253296°N,0.487659529152352°E |                                            |                     | Modifica les dades a Wikidata |
|        | Maset de Rovelló                   | Corbera d'Ebre | masia        |                             | 41° 05′ 57″ N, 0° 31′ 04″ E / 41.0992694274835°N,0.517898515192487°E |                                            |                     | Modifica les dades a Wikidata |
|        | Maset de Vicent de Cambret         | Corbera d'Ebre | masia        |                             | 41° 05′ 24″ N, 0° 25′ 54″ E / 41.0899934171735°N,0.431698464251914°E |                                            |                     | Modifica les dades a Wikidata |
|        | Maset del Gallego                  | Corbera d'Ebre | masia        |                             | 41° 04′ 35″ N, 0° 29′ 14″ E / 41.0762741530321°N,0.487139137627773°E |                                            |                     | Modifica les dades a Wikidata |
|        | Maset del Sabater                  | Corbera d'Ebre | masia        |                             | 41° 04′ 27″ N, 0° 29′ 42″ E / 41.0741415485643°N,0.495087726741779°E |                                            |                     | Modifica les dades a Wikidata |
|        | els Mateus                         | Corbera d'Ebre | masia        |                             | 41° 07′ 12″ N, 0° 28′ 49″ E / 41.1201238196438°N,0.480321013233742°E |                                            |                     | Modifica les dades a Wikidata |
|        | la Casilla                         | Corbera d'Ebre | masia        |                             | 41° 05′ 14″ N, 0° 29′ 04″ E / 41.0873095027676°N,0.484337597346774°E |                                            |                     | Modifica les dades a Wikidata |
|        | la Gandola                         | Corbera d'Ebre | masia        |                             | 41° 04′ 18″ N, 0° 29′ 52″ E / 41.0717695914882°N,0.497843804091818°E |                                            |                     | Modifica les dades a Wikidata |

## molí d'aigua
| imatge | Nom             | Ubicat a       | instància de | Detalls | coordenades                                                          | Protecció | Commons (més fotos) | Dades a WD                    |
| ------ | --------------- | -------------- | ------------ | ------- | -------------------------------------------------------------------- | --------- | ------------------- | ----------------------------- |
|        | Molí de Ferriol | Corbera d'Ebre | molí d'aigua |         | 41° 05′ 06″ N, 0° 30′ 36″ E / 41.0850636530873°N,0.509886263082359°E |           |                     | Modifica les dades a Wikidata |
|        | Molí de la Vila | Corbera d'Ebre | molí d'aigua |         | 41° 05′ 44″ N, 0° 31′ 54″ E / 41.095544615487°N,0.53176363204842°E   |           |                     | Modifica les dades a Wikidata |

## muntanya
| imatge | Nom                 | Ubicat a                  | instància de | Detalls | coordenades                                                         | Protecció | Commons (més fotos) | Dades a WD                    |
| ------ | ------------------- | ------------------------- | ------------ | ------- | ------------------------------------------------------------------- | --------- | ------------------- | ----------------------------- |
|        | Coll dels Gironesos | Gandesa Corbera d'Ebre    | muntanya     |         | 41° 03′ 36″ N, 0° 27′ 58″ E / 41.05997222°N,0.46622222°E 399.7 msnm |           |                     | Modifica les dades a Wikidata |
|        | Roca del Pebre      | Corbera d'Ebre Benissanet | muntanya     |         | 41° 04′ 10″ N, 0° 30′ 44″ E / 41.06956667°N,0.51233889°E 450.8 msnm |           |                     | Modifica les dades a Wikidata |
|        | Tossal de la Ponça  | Corbera d'Ebre            | muntanya     |         | 41° 04′ 13″ N, 0° 28′ 07″ E / 41.0704°N,0.468639°E 357 msnm         |           |                     | Modifica les dades a Wikidata |
|        | Tossal del Floro    | Corbera d'Ebre            | muntanya     |         | 41° 04′ 00″ N, 0° 29′ 01″ E / 41.06677778°N,0.4835°E 364.3 msnm     |           |                     | Modifica les dades a Wikidata |

## pont
| imatge | Nom                 | Ubicat a       | instància de | Detalls | coordenades                                                          | Protecció | Commons (més fotos) | Dades a WD                    |
| ------ | ------------------- | -------------- | ------------ | ------- | -------------------------------------------------------------------- | --------- | ------------------- | ----------------------------- |
|        | Pont de Vidal       | Corbera d'Ebre | pont         |         | 41° 05′ 02″ N, 0° 29′ 23″ E / 41.0838887538735°N,0.48978918561184°E  |           |                     | Modifica les dades a Wikidata |
|        | Pont de les Solades | Corbera d'Ebre | pont         |         | 41° 04′ 37″ N, 0° 28′ 56″ E / 41.0770611933233°N,0.482348073901853°E |           |                     | Modifica les dades a Wikidata |
|        | Pont dels Bassiols  | Corbera d'Ebre | pont         |         | 41° 05′ 11″ N, 0° 30′ 19″ E / 41.0863149863318°N,0.505279617242977°E |           |                     | Modifica les dades a Wikidata |

## serra
| imatge | Nom                          | Ubicat a                  | instància de | Detalls                              | coordenades                                                   | Protecció | Commons (més fotos) | Dades a WD                    |
| ------ | ---------------------------- | ------------------------- | ------------ | ------------------------------------ | ------------------------------------------------------------- | --------- | ------------------- | ----------------------------- |
|        | serra de Santa Madrona       | Corbera d'Ebre Gandesa    | serra        | Anomenat per: Madrona de Tessalònica | 41° 03′ 30″ N, 0° 29′ 13″ E / 41.0584°N,0.486889°E 549.6 msnm |           |                     | Modifica les dades a Wikidata |
|        | serra de la Vall de la Torre | Benissanet Corbera d'Ebre | serra        |                                      | 41° 04′ 48″ N, 0° 31′ 19″ E / 41.08°N,0.522039°E 450.8 msnm   |           |                     | Modifica les dades a Wikidata |

## Misc
| imatge | Nom                                 | Ubicat a                    | instància de                                   | Detalls                                  | coordenades                                                                                     | Protecció                                            | Commons (més fotos)            | Dades a WD                    |
| ------ | ----------------------------------- | --------------------------- | ---------------------------------------------- | ---------------------------------------- | ----------------------------------------------------------------------------------------------- | ---------------------------------------------------- | ------------------------------ | ----------------------------- |
|        | 115 dies                            | Corbera d'Ebre              | centre d'interpretació                         | Dedicat a: batalla de l'Ebre             | 41° 04′ 35″ N, 0° 28′ 36″ E / 41.076399°N,0.476733°E ca:Carrer de Freginals, 18-24              |                                                      |                                | Modifica les dades a Wikidata |
|        | Cabana                              | Corbera d'Ebre              | barraca de vinya                               | Estil: arquitectura popular              |                                                                                                 | bé integrant del patrimoni cultural català           |                                | Modifica les dades a Wikidata |
|        | Carrer Major de Corbera d'Ebre      | Corbera d'Ebre              | carrer                                         | Estil: arquitectura popular              | 41° 04′ 41″ N, 0° 28′ 34″ E / 41.078023°N,0.476222°E 320 msnm                                   | bé integrant del patrimoni cultural català           | Carrer Major de Corbera d'Ebre | Modifica les dades a Wikidata |
|        | Castell de Corbera d'Ebre           | Corbera d'Ebre              | castell                                        |                                          | 41° 04′ 42″ N, 0° 28′ 34″ E / 41.07839°N,0.47613°E 336 msnm                                     | bé d'interès cultural bé cultural d'interès nacional | Castell de Corbera d'Ebre      | Modifica les dades a Wikidata |
|        | Corbera d'Ebre                      | Corbera d'Ebre              | entitat singular de població capital municipal | 1016 hab                                 | 41° 04′ 36″ N, 0° 28′ 30″ E / 41.07667505°N,0.47510831°E 297 msnm                               |                                                      |                                | Modifica les dades a Wikidata |
|        | Fort fuseller de Ferriols           | Corbera d'Ebre              | torre de defensa                               | Estil: arquitectura popular 19th century | 41° 05′ 01″ N, 0° 28′ 51″ E / 41.083638°N,0.48096°E ca:Camí de les Costes de les Piles 355 msnm | bé cultural d'interès nacional                       | Fort fuseller de Ferriols      | Modifica les dades a Wikidata |
|        | Poble Vell de Corbera d'Ebre        | Corbera d'Ebre              | antic assentament indret històric despoblat    |                                          | 41° 04′ 42″ N, 0° 28′ 32″ E / 41.07841°N,0.475635°E                                             | bé d'interès cultural bé cultural d'interès nacional | Corbera d'Ebre (Old Town)      | Modifica les dades a Wikidata |
|        | casa consistorial de Corbera d'Ebre | Corbera d'Ebre              | casa consistorial                              |                                          | 41° 04′ 40″ N, 0° 28′ 41″ E / 41.0777347°N,0.4781307°E                                          |                                                      | Town hall of Corbera d'Ebre    | Modifica les dades a Wikidata |
|        | cementiri de Corbera d'Ebre         | Corbera d'Ebre              | cementiri                                      |                                          | 41° 05′ 09″ N, 0° 28′ 19″ E / 41.0857426907758°N,0.472016979169704°E                            |                                                      |                                | Modifica les dades a Wikidata |
|        | coll del Coso                       | Corbera d'Ebre la Fatarella | collada                                        |                                          | 41° 06′ 57″ N, 0° 30′ 21″ E / 41.115948°N,0.505773°E                                            |                                                      |                                | Modifica les dades a Wikidata |